# 1987 en sport

Cet article présente les faits marquants de l'année 1987 en sport.

## Automobile
- 17 mai : en remportant le GP de Belgique, Alain Prost remporte la 27e victoire de sa carrière, égalant le record du nombre de victoires en Grand Prix, détenu depuis 1973 par Jackie Stewart.

- Nelson Piquet remporte le Championnat du monde de Formule 1 au volant d'une Williams-Honda.

## Baseball
- Finale du championnat de France : Paris UC bat BCF.
- Les Twins du Minnesota remportent la Série mondiale face aux Cardinals de Saint-Louis.

## Basket-ball
- Pau-Orthez est champion de France.
- NBA : les Lakers de Los Angeles sont champions NBA face aux Celtics de Boston.

## Football américain
- 25 janvier : Super Bowl XXI : les Giants de New York battent les Broncos de Denver battent 39 à 20.
- Finale du championnat de France : Castors Paris bat Paris Jets.
- Eurobowl I : Taft Vantaa (Finlande) 16, Bologna Doves (Italie) 2.

## Hockey sur glace
- Les Oilers d'Edmonton remportent la Coupe Stanley.
- Coupe Magnus : Les Aigles du Mont-Blanc sont champion de France.
- Lugano champion de Suisse.
- La Suède remporte le championnat du monde.

## Jeux méditerranéens
- La dixième édition des Jeux méditerranéens se tient du 11 au 25 septembre à Lattaquié (Syrie).

## Rugby à XIII
- 24 mai : à Narbonne, Saint-Estève remporte la Coupe de France face au XIII Catalan 20-10.
- 31 mai : à Toulouse, le XIII Catalan remporte le Championnat de France face au Pontet 11-3.

## Rugby à XV
- La France remporte le Tournoi des Cinq Nations en signant un Grand Chelem.
  - Article détaillé : Tournoi des Cinq Nations 1987
- Le RC Toulon est champion de France.
  - Article détaillé : Championnat de France de rugby à XV 1986-1987
- Le FC Grenoble remporte le Challenge Yves du Manoir.
  - Article détaillé : Challenge Yves du Manoir 1986-1987
- 20 juin : La Nouvelle-Zélande remporte la première édition de la Coupe du monde de rugby à XV en battant la France en finale.
  - Article détaillé : Coupe du monde 1987

## Tennis
- Open d'Australie : Stefan Edberg gagne le tournoi masculin, Hana Mandlíková s'impose chez les féminines.
- Tournoi de Roland-Garros : Ivan Lendl remporte le tournoi masculin, Steffi Graf gagne dans le tableau féminin.
- Tournoi de Wimbledon : Pat Cash gagne le tournoi masculin, Martina Navrátilová s'impose chez les féminines.
- US Open : Ivan Lendl gagne le tournoi masculin, Martina Navrátilová gagne chez les féminines.
- La Suède gagne la Coupe Davis face à l'Inde en finale (5-0).
  - Article détaillé : Coupe Davis 1987

## Cyclisme
- Stephen Roche parvient à faire le triplé Tour de France, Tour d'Italie et Championnat du monde en une même année.

## Naissances
- 11 janvier : Mickaël Buscher, joueur de football français.
- 14 janvier : Dilhani Lekamge, lanceuse de javelot srilankaise
- 2 février : Gerard Piqué, footballeur espagnol.
- 4 février : Lucie Šafářová, joueuse de tennis tchèque.
- 9 février : Benjamin Latt, Canniste. Alsacien/Français. Champion du Monde de Canne de Combat et multiple champion de France.
- 10 février : Chris Huxley, joueur professionnel américain de hockey sur glace.
- 25 février : Olga Streltsova, coureuse cycliste russe.
- 28 février : Axel Clerget, judoka français.
- 5 mars : Anna Chakvetadze, joueuse de tennis russe.
- 7 mars : Hatem Ben Arfa, joueur de football français.
- 22 mars : Mateusz Kasperzec, joueur de basket-ball franco--polonais.
- 24 mars : Shakib Al Hasan, international bangladais de cricket.
- 24 mars : Ramires, footballeur brésilien.
- 29 mars : Dimitri Payet, joueur de football français
- 9 avril : Blaise Matuidi,footballeur français
- 19 avril : Maria Sharapova, joueuse de tennis russe.
- 22 avril : David Luiz, footballeur brésilien.
- 25 avril : Razak Boukari, footballeur français d'origine togolaise.
- 1er mai : Shahar Peer, joueuse de tennis israélienne.
- 5 mai : Colton Yellow Horn, joueur de hockey sur glace canadien.
- 7 mai : Jérémy Ménez, footballeur français
- 14 mai : François Steyn, joueur de rugby à XV sud-africain.
- 15 mai : Andy Murray, joueur de tennis britannique.
- 17 mai : Edvald Boasson Hagen, cycliste norvégien.
- 22 mai : Novak Djokovic, joueur de tennis serbe.
- 27 mai : Martina Sáblíková, patineur de vitesse tchèque.
- 8 juin : Coralie Balmy, nageuse française.
- 24 juin : Lionel Messi, joueur de football argentin.
- 26 juin : Samir Nasri, joueur de football français.
- 27 juin : Aurore Climence, judokate française.
- 3 juillet : Sebastian Vettel, pilote automobile allemand.
- 16 juillet : Mallory de la Villemarqué, kitesurfeur français.
- 7 août : Sidney Crosby, joueur de hockey sur glace canadien.
- 11 août : Cyrille Maret, judoka français.
- 20 août : Leanid Karneyenka, fondeur biélorusse.
- 29 août : Marine Rambaud, véliplanchiste française.
- 3 septembre : Tatyana Shemyakina, athlète Russe, pratiquant la marche, médaille d'argent du 20 km marche aux Championnats du monde 2007.
- 15 septembre : Franck Madou, footballeur international ivoirien
- 21 septembre : Arnaud Loison, archer français.
- 27 septembre : Olga Puchkova, joueuse de tennis russe.
- 28 septembre : Filip Djordjevic, footballeur serbe
- 27 octobre : Kilian Jornet, traileur.
- 29 octobre : Jessica Dubé, patineuse artistique canadienne.
- 30 octobre : Émilie Andéol, judoka française, championne olympique en 2016.
- 3 novembre : Lukáš Lacko, joueur de tennis slovaque.
- 6 novembre : Ana Ivanović, joueuse de tennis serbe.
- 19 décembre : Karim Benzema, joueur de football français.
- 31 décembre : Émilie Le Pennec, gymnaste française.

## Décès
- 23 août : Didier Pironi, 35 ans, pilote automobile français de Formule 1. (° 26 mars 1952).
- 18 novembre : Jacques Anquetil, 53 ans, coureur cycliste français, cinq fois vainqueur du Tour de France. (° 8 janvier 1934).
- 26 novembre : Aldo Boffi, 72 ans, footballeur italien. (° 26 février 1915).